# Murowanka (powiat grójecki)
Murowanka – wieś sołecka w Polsce położona w województwie mazowieckim, w powiecie grójeckim, w gminie Warka.
Przez Murowankę przepływa niewielka rzeka Czarna, dopływ Wisły.
W latach 1945–1954 siedziba wiejskiej gminy Nowa Wieś. W latach 1954–1972 wieś należała i była siedzibą władz gromady Murowanka. W latach 1975–1998 miejscowość należała administracyjnie do województwa radomskiego.